# Federació de Distribuïdors Cinematogràfics
La Federació de Distribuïdors Cinematogràfics (FEDICINE) (en castellà: Federación de Distribuidores Cinematográficos, FEDICINE) és una entitat sense ànim de lucre que persegueix la defensa i representació dels interessos del sector de la distribució de cinema en territori espanyol davant les administracions, associacions i agents. També impulsa iniciatives per fomentar el sector audiovisual, com per exemple "La Festa del Cine". L'entitat està constituïda per dues associacions: Associació Nacional de Distribuïdors i Importadors Cinematogràfics Espanyols (ANDICE) i l'Associació de Distribuïdors i Importadors Cinematogràfics d'Àmbit Nacional (ADICAN).

## Organització
El dia 11 de febrer de 1988 es va constituir com a associació professional, dipositant els seus estatuts en el Registre del Ministeri de Treball. Els seus òrgans de govern són: L'Assemblea General, la Junta Directiva, el Comitè Executiu i el President, aquest últim triat pels seus membres per períodes de quatre anys. Des de 2012 la seva presidenta és Estela Artacho García-Moreno.

## Col·laboradors
FEDICINE col·labora amb diverses empreses:
- La Coalició de Creadors i Indústries de Continguts
- La Unió d'Associacions Empresarials de la Indústria Cultural Espanyola
- La Federació Internacional d'Associacions de Distribuïdores de Cine (FIAS)
- La Motion Picture Association (MPA)

## Distribuïdores
FEDICINE s'encarrega del 90% de la distribució espanyola. Aquestes són les distribuïdores:
- A Contracorriente Films SL
- DeAPlaneta SL
- eOne
- Hispano Fox Films, SAE
- Paramount Pictures Spain
- Sony Pictures Releasing Spain SA
- The Walt Disney Company Iberia SL Buena Vista Internacional Spain
- Tripictures SA
- Universal Pictures International Spain SL
- Warner Bros. Pictures International Spain